# Ammoniumklorid

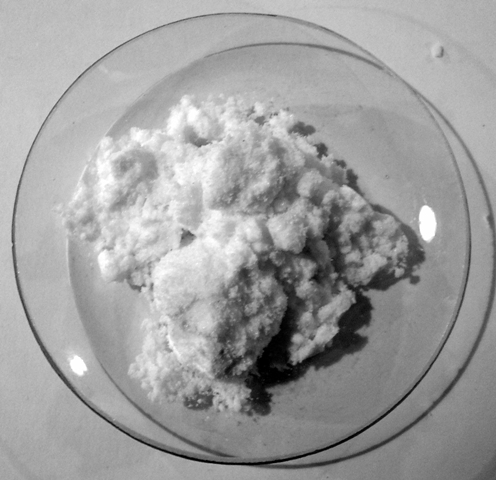

Ammoniumklorid eller salmiak (NH4Cl) är ett salt som är vitt till färgen och lättlösligt i vatten. Ammoniumklorid är vita kristaller som också finns i mer eller mindre obearbetade stavar eller klumpar. De ser ut att sublimera vid upphettning, det vill säga övergå direkt från fast fas till gas, men i själva verket handlar det om nedbrytning till ammoniak och väteklorid.  Vid lagring avgår ammoniak kontinuerligt och ämnet blir surare efter hand.

## Framställning
Ammoniumklorid kan framställas genom neutralisation mellan saltsyra (HCl) och ammoniak (NH3).
{\displaystyle {\rm {NH_{3}+HCl\rightarrow NH_{4}Cl}}}

## Användning
Det ursprungliga skälet att tillverka ammoniumklorid var för att använda det som gödselmedel. Det har numera ersatts med fosfat- och sulfat-baserade gödselmedel.
Idag har ammoniumklorid en mängd användningsområden:
- Ingrediens i saltlakrits (salmiakgodis) och som smaksättning av öl och popcorn. Det ger en salt smak.
- För att alstra rök inom pyroteknik. När ammoniumklorid genom upphettning bryts till ammoniak och väteklorid, och dessa gaser sedan svalnar, reagerar de med varandra och bildar på nytt ammoniumklorid i form av vit rök.
- Fluss-medel vid lödning.
- i lim som används vid tillverkning av plywood.
- Slem-lösande ingrediens i hostmedicin (Quilla-sirap).
- Behandling av metabol alkalos.
- Ta bort syrafläckar.
- 90 procent av världsproduktionen av ammoniumklorid används som gödsel,[2] främst vid odling av ris och vete.[3][4]